# Anchonastus gertschi
Anchonastus gertschi is een spinnensoort in de taxonomische indeling van de jachtkrabspinnen (Sparassidae).
Het dier behoort tot het geslacht Anchonastus. De wetenschappelijke naam van de soort werd voor het eerst geldig gepubliceerd in 1946 door Roger de Lessert.